# عوز الفوماراز
عوز الفوماراز (أو بيلة الفوماريك) هو داء نادر جدًا ينتقل بالوراثة الجسمية المتنحية يضطرب فيه الأيض الغذائي في مستوى حلقة كريبس، يمتاز بنقص في إنزيم فومارات هيدراتاز، ما يسبب تراكم حمض الفوماريك في البول، ونقصًا في المالات. عُرفت 13 حالة فقط في جميع أنحاء العالم في العام 1990، وبعد ذلك وُثقت مجموعة من 20 حالة في مجتمع متوالد داخليًا في ولاية أريزونا.

## المظهر السريري
يسبب عوز الفوماراز اعتلالًا دماغيًا وإعاقات ذهنية شديدة وملامح وجهية غير طبيعية وتشوهًا دماغيًا ونوبات صرعية نتيجة وجود كمية منخفضة بشكل غير طبيعي من إنزيم الفوماراز في الخلايا. يمكن أن يظهر المرض أولًا بالتصوير بالأمواج فوق الصوتية قبل الولادة على هيئة استسقاء أمينوسي (سلوي). وقد تظهر على حديثي الولادة المصابين علامات غير نوعية تشير إلى سوء التغذية وضعف المقوية العضلية. قد تُظهر النتائج المخبرية عند الولدان كثرة الحمر أو قلة الكريات البيض أو قلة العدلات. مع التقدم في العمر، تبدأ الاعتلالات العصبية في التظاهر بالنوبات الصرعية وخلل المقوية العضلية والتخلف التطوري الشديد.

## الفيزيولوجيا المرضية
ينتج عوز الفوماراز عن طفرة في مورثة الفومارات هيدراتاز عند البشر، تشفر هذه المورثة الإنزيم الذي يحول الفومارات إلى مالات في المتقدرة. تسبب الأليلات الطافرة الأخرى للمورثة التي تقع على الصبغي البشري الأول1 في الموقع 1q42.1، أورامًا عضلية ملساء جلدية حميدة متعددة وأورامًا عضلية ملساء رحمية حميدة، وسرطان الخلية الكلوية. عوز الفوماراز هو واحد من قلة من الأعواز المعروفة المؤثرة في حلقة كريبس (دورة حمض الستريك)، المسار الأنزيمي الرئيسي للتنفس الهوائي.
يتبع الاضطراب الوراثة الجسمية المتنحية،  لذا يجب أن يتلقى الشخص المصاب الأليل الطافر من كلا الوالدين. وُلد عدد من الأطفال المشخصة إصابتهم بالاضطراب لأبوين كانوا أولاد عمومة من الدرجة الأولى. ويمكن أن يظهر الاضطراب أيضًا بوراثة أليلين طافرين مكررين من أحد الوالدين.

## العلاج
يوجد نقص في المالات عند المرضى لأن إنزيم الفوماراز لا يمكنه تحويل الفومارات إلى مالات، لذا يكون العلاج بإعطاء حمض الماليك فمويًا الذي يسمح لحلقة كريبس بالاستمرار، وبالتالي صنع جزيئات ATP.

## الوبائيات
عوز الفوماراز نادر للغاية، فحتى عام 1990 شُخصت 13 حالة فقط في جميع أنحاء العالم.
وبعد ذلك وُثقت مجموعة من 20 حالة في المدن التوءمية لمدينة كولورادو في أريزونا وهايديل في يوتا في مجتمع متوالد داخليًا مؤلف من 10000 فرد من كنيسة يسوع المسيح الأصولية لقديسي اليوم الأخير. لُقبت «داون الناتجة عن الزواج التعددي»، أُنحي باللائمة على زواج أولاد العمومة، ويُعزى الاضطراب بالمعنى الأوسع إلى العزلة الإنجابية لمجتمع 85 ٪ من أهله أقرباء بالدم لجون واي بارلو أو جوزيف سميث جيسوب.